# Gilles De Schrijver
Pour les articles homonymes, voir Schrijver.
Gilles De Schryver (souvent écrit Gilles De Schrijver), né le 12 décembre 1984 à Gand, est un comédien, auteur et producteur de théâtre, de télévision et de cinéma belge.

## Biographie
Gilles De Schryver a obtenu en 2009 un master en art dramatique au conservatoire de Gand.
Travaillant principalement en Flandre, il est bilingue, néerlandais et français, ce qui lui a permis de jouer dans des productions francophones du Théâtre National et du Théâtre royal de la Monnaie.
Depuis 2013, il est directeur artistique de la troupe de théâtre gantoise ‚het KIP’, pour laquelle il joue, écrit et met en scène.
Les productions de ‚het KIP’ sont présentées en Europe et ailleurs dans le monde en néerlandais, en anglais et en français.
Il écrit et produit également pour le cinéma et la télévision via sa maison de production De Wereldvrede, qu’il dirige avec le réalisateur Gilles Coulier. 
Ainsi, il a produit entre autres la série flamande culte Bevergem.
Auprès du grand public, Gilles est surtout connu par ses interprétations dans la série télévisée Code 37 et dans le long métrage Hasta la vista, deux succès internationaux.
Il a également participé dans des productions théâtrales mises en scène par Luk Perceval, Johan De Smet, Koen De Sutter et Piet Arfeuille, et des mises en scène de cinéma de Hans Van Nuffel, Nic Balthazar, Tim Mielants et Geoffrey Enthoven.

## Filmographie

### Cinéma
- 2007 : Ben X : Coppola
- 2007 : De laatste zomer : Bart
- 2007 : Fal
- 2007 : Ou quoi : Stefan
- 2008 : Victor : Victor
- 2010 : Hitomi : Mathieu
- 2010 : Turquaze : Sven Verbruggen
- 2011 : Hasta la vista : Lars
- 2011 : Code 37 le film : Kevin Desmet
- 2014 : Halfweg de Geoffrey Enthoven
- 2016 : Résurrection de Kristof Hoornaert
- 2017 :  Cargo de Gilles Coulier :
- 2019 : U-235 (Torpedo) de Sven Huybrechts : Van Praag

### Télévision
- 2006 : Witse : Tommy Van Ekert
- 2008 : Vermist
- 2008 : 180 : Reggi
- 2008 : Aspe
- 2009 : Flikken : Davy De Prins
- 2009 : Click-ID : Marco
- 2009 : Niemand tandarts
- 2009-2012 : Code 37 : Kevin Desmet
- 2015 : Tom & Harry
- 2021 : Association criminelle

## Théâtre
- 2012 : Chicks For Money and Nothing For Free
- 2011 : Werner eet zijn schoen op
- 2010 : Abel & Kaïn
- 2010 : Op de Hoge Doorn
- 2010 : Wie is er bang ?
- 2009 : Metamorfosen
- 2009 : De titel is alvast geweldig !
- 2009 : Zand
- 2008 : Het geslacht Borgia
- 1997 : Pelléas et Mélisande, Théâtre national de Belgique

## Distinctions
- 2008 : Festival international du film de Berlin, meilleur acteur pour son rôle de Stefan dans Ou quoi
- 2008 : Festival du court-métrage de Bruxelles, meilleure interprétation masculine pour son rôle de Stefan dans Ou quoi
- 2011 : Edgemar Los Angeles Film Festival, acteur le plus prometteur pour son rôle de Mathieu dans Hitomi